# Fouga CM.170 Magister
Fouga CM.170 Magister – pierwszy dwumiejscowy szkolny samolot o napędzie odrzutowym zbudowany we francuskiej wytwórni Fouga et Cie w 1952 roku.

## Historia
W odpowiedzi na ogłoszenie specyfikacji na samolot szkolny dla francuskich sił powietrznych (Armée de l'Air) konstruktorzy z firmy Fauga et Cie, Robert Costello i Pierre Maubassin opracowali maszynę oznaczoną jako CM.170 Magister (CM od nazwisk konstruktorów). Obaj konstruktorzy specjalizowali się w szybowcach, oraz eksperymentowali z napędzaniem ich lekkimi silnikami odrzutowymi. Podczas testów z maszyną CM.88-R Gémeaux napędzaną dwoma silnikami Piménée oblataną 6 marca 1951 osiągnięto doskonałe rezultaty, ale ze względu na brak odpowiednich jednostek napędowych kontynuacja prac nad drugim płatowcem CM.130-R nie była możliwa. Dopiero w 1949 po opracowaniu przez Turboméca silnika Marboré II zakończono prace nad finalną wersją maszyny oznaczoną jako Fouga CM.170 Magister.
CM.170 był całkowicie metalowym samolotem konstrukcji półskorupowej z charakterystycznym usterzeniem motylkowym, ówcześnie bardzo rzadko spotykanym w konstrukcjach samolotów. Napęd maszyny stanowiły dwa silniki odrzutowe Turboméca Marboré II. Pierwszy prototyp został oblatany 23 lipca 1952 roku, dowodząc znakomitych własności i wysokich parametrów konstrukcji. W 1953 francuskie siły powietrzne zamówiły 10 egzemplarzy serii informacyjnej z których pierwsza została oblatana 7 lipca 1954. Po zmianie w 1956 nazwy firmy na Air Fouga zamówiono 95 maszyn seryjnych.  W 1958 firma Air Fouga została przejęta przez Potez, później w 1967 przez Sud Aviation, aby ostatecznie wejść w skład Aérospatiale, a obecnie EADS.
Dla potrzeb Aéronavale, francuskiej marynarki wojennej zbudowano morską wersję samolotu oznaczoną jako Fouga CM.175 Zephyr. Maszyna została wyposażona w hak hamujący do lądowania na lotniskowcu i wzmocnione podwozie. Oblatano ją 30 maja 1959. 
Ostatecznie wyprodukowano 918 egzemplarzy tych maszyn, także na licencji w Niemczech we Messerschmitt, Finlandii w Valmet OY i Izraelu w IAI.

## Użycie bojowe
Wiele państw posiadających maszyny Magister używało ich nie tylko do szkolenia, ale także jako lekkich maszyn szturmowych. Uzbrajano je przeważnie w dwa karabiny maszynowe kalibru 7,5 mm lub 7,62 mm zamontowane na dziobie i w różne zestawy uzbrojenia podwieszanego pod skrzydłami. Najczęściej stosowano zasobniki z niekierowanymi pociskami rakietowymi, bomby i pociski rakietowe klasy powietrze-ziemia Nord AS.11. Tak wyposażonych maszyn używała strona izraelska podczas wojny sześciodniowej w 1967 roku. Do roli lekkich samolotów szturmowych przebudowano około 60 z 88 posiadanych przez Izrael egzemplarzy. Przekonstruowane samoloty są eksploatowane w Izraelu pod nazwą Tzukit.
W 1961 roku podczas kryzysu w Katandze używano samolotów Magister do atakowania celów naziemnych.

## Dalsze losy maszyn CM.170 Magister
Poza szkoleniem pilotów samoloty CM.170 Magister były używane przez narodowe zespoły akrobacyjne takie jak belgijski Red Devils i Fouga Magister Solo Display, francuski Patrouille de France, irlandzki Silver Swallows, oraz zespół niemiecki. 
Obecnie ocenia się, że jeszcze około 380 egzemplarzy samolotów CM.170 Magister pozostaje w służbie w 14 krajach na świecie.
Po wycofaniu CM.170 Magister ze służby w Armée de l'Air w latach 80. część maszyn trafiła w ręce kolekcjonerów i obecnie ponad 50 egzemplarzy lata w Stanach Zjednoczonych, Nowej Zelandii i Wielkiej Brytanii. Kilka egzemplarzy znajduje się również w rękach prywatnych we Francji. Jeden egzemplarz posiada Muzeum Lotnictwa Polskiego w Krakowie.

## Wersje samolotu CM.170 Magister
- CM.170-1 Magister – pierwsza wersja szkolna samolotu.
- CM.175 Zephyr – (fr. zefir) morska wersja CM-170 przystosowana do lądowania na lotniskowcach.
- IAI Snunit – (he. jaskółka) samolot budowany na licencji w Izraelu. Nazwa Snunit nigdy się nie przyjęła i nie była oficjalnie używana
- IAI Tzukit – (he. drozd) samolot Snunit przebudowany w 1983 roku w ramach programu modernizacji maszyn. Nazywano go także AMIT (Advanced Multi-mission Improved Trainer – zaawansowany zmodernizowany wielozadaniowy samolot szkolny).
- CM.170-2 Magister – maszyna w unowocześnionej wersji z mocniejszymi silnikami Turboméca Marbore VI, większym udźwigu uzbrojenia i większą prędkością wznoszenia.
- CM.173 Super Magister – maszyna z jeszcze mocniejszymi silnikami o ciągu 476 kG każdy, eksploatowana do lat 90. przez Korpus Powietrzny Irlandii jako samolot szkolno-bojowy.

## Wersje rozwojowe
Na bazie CM.170 Magister skonstruowano maszyny prototypowe, które nigdy nie wyszły poza stadium testów i nie były produkowane seryjnie.
- CM.171 Makalu – opracowana przez firmy Heinkel i Potez powiększona wersja samolotu z przebudowanym kadłubem, napędzana silnikami Turboméca Gabizo o ciągu 10,8 kN (1100 kG) każdy. Jedyny prototyp rozbił się 20 marca 1957 roku.
- Fouga 90 – próba modernizacji samolotu poprzez wyposażenie go w silniki Turboméca Astafan o ciągu 7,6 kN (775 kG) każdy, zmienioną osłonę kabiny dla zapewnienia lepszej widoczności, oraz unowocześnioną awioniką. Projekt nie doszedł do skutku ze względu na brak zamówień.